# Hellmuth Buddenberg
Hellmuth Buddenberg (* 5. Mai 1924 in Bünde; † 5. März 2003 ebenda) war ein deutscher Manager. Er stand von 1976 bis 1988 als Vorstandsvorsitzender an der Führungsspitze der Deutschen BP AG.

## Leben und Wirken
Nach dem Abitur und anschließendem Kriegsdienst begann Buddenberg ein Studium der Betriebswirtschaftslehre an der Universität Kiel und später in Hamburg bei Karl Schiller.
1949 trat er als Kostenprüfer in die OLEX Deutsche Benzin- und Petroleum-Gesellschaft mbH ein, dem Rechtsvorgänger der späteren Deutschen BP. 1953 erhielt er Handlungsvollmacht und 1956 Prokura. Seine weitere Laufbahn führte ihn 1959 als Leiter des Rechnungswesens und stellvertretendes Mitglied des Vorstands 1965 bis zum stellvertretenden Vorstandschef 1972. 1976 wurde Buddenberg zum Vorstandsvorsitzenden und Nachfolger von Albert Hallmann berufen. Zum Zeitpunkt seiner Amtsübernahme befand sich das Unternehmen in einer existenziellen Finanzkrise. Nach der ersten Ölkrise der 1970er Jahre klaffte ein Loch von 276 Mio. DM in der Geschäftskasse und BP verzeichnete  das schlechteste Geschäftsjahr seiner Geschichte. Allein das Ölgeschäft hatte zu einem Verlust von 351 Mio. DM geführt. Zudem war ein Drittel des Aktienkapitals verloren. Mit dem Amtsantritt begann er, das Unternehmen strategisch neu auszurichten und organisatorisch zu restrukturieren. Er führte Profit-Center ein und durch die Erschließung neuer Geschäftsfelder in den Bereichen Petrochemie, Kunststoffverarbeitung und Futtermittelherstellung gelang es ihm, die Abhängigkeit vom Ölgeschäft zu verringern und das Unternehmen innerhalb weniger Jahre wieder zu einem nahezu ausgeglichenen Unternehmensergebnis zurückzuführen. Durch den Kauf der VEBA-Stimmrechte im Gelsenberg-Stimmenpool wollte er BP 1978 einen beherrschenden Einfluss auf das lukrative Erdgasgeschäft der Ruhrgas AG verschaffen. Allerdings blieb  die Ruhrgas-Beteiligung wegen der besonderen Stimmrechtsverhältnisse eine reine Finanzinvestition. Als Mitglied und Vorsitzender des Aufsichtsrats der Ruhrgas AG unterstützte er in den 1980er Jahren die strategische Ausrichtung des Gasgeschäfts durch Klaus Liesen.  
Nach der zweiten Ölkrise 1979 veranstaltete er zusammen mit dem saudi-arabischen Ölminister Scheich Yamani ein Symposium in Berlin, welches zu einem besseren Verständnis zwischen Erdölförderstaaten und Verbraucherländern beitrug. Von 1975 bis 1989 war er zudem Mitglied im Vorstand des Mineralölwirtschaftsverbandes, von 1987 bis 1989 als dessen Vorsitzender. In dieser Zeit prägte er die Entwicklung der deutschen Mineralölindustrie maßgeblich. Nach dem Ausscheiden aus dem Vorstand von BP wechselte er 1989 als stellvertretender Vorsitzender in den Aufsichtsrat und war dort noch bis Mitte 1994 tätig.
Buddenberg verstarb am 5. März 2003 im Alter von 78 Jahren nach kurzer Krankheit in seiner Heimatstadt Bünde.

## Sonstiges
Neben seiner unternehmerischen Tätigkeit engagierte er sich auch auf anderen Feldern. Von 1989 bis Anfang 2002 war er Vorsitzender des Präsidiums des Deutschen Verkehrsforums. Für seine Verdienste um die Verbesserung der Verkehrsverhältnisse in Deutschland und Europa wurde er mit dem Friedrich-List-Preis ausgezeichnet. Im gleichen Zeitraum war er zudem Präsident der British Chamber of Commerce in Germany, wofür er vom britischen Botschafter in Deutschland mit dem Orden Order of the British Empire geehrt wurde.

## Auszeichnungen
- 1989: Großes Verdienstkreuz des Verdienstordens der Bundesrepublik Deutschland
- 1996: Officer of the Order of the British Empire
- 1998: Großes Bundesverdienstkreuz mit Stern
- Friedrich-List-Preis